# Apti Aronowitsch Alaudinow

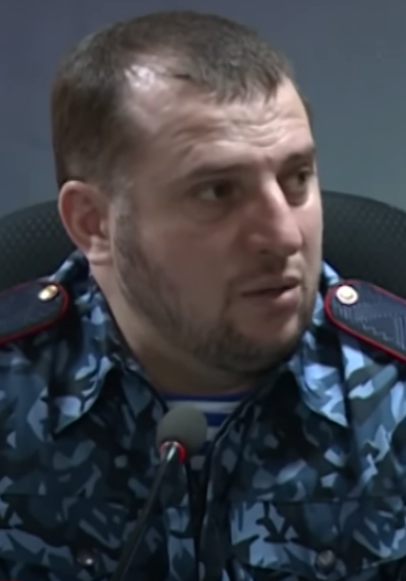
Apti Aronowitsch Alaudinow, 2015

Apti Aronowitsch Alaudinow (russisch Апти Аронович Алаудинов; tschetschenisch Апти Алаудинов; * 5. Oktober 1973 in der Ortschaft Gorny, Region Stawropol, UdSSR) ist ein russischer Offizier tschetschenischer Abstammung. Alaudinow ist Generalmajor und kommandiert die Spezialeinheit Achmat, die ein Teil der russischen Nationalgarde ist.

## Leben
Er wurde 1973 als Sohn eines Offiziers der Sowjetischen Armee geboren und verlor mehrere Verwandte während des ersten Tschetschenienkrieges. Alaudinow schloss 2001 sein Jura-Studium an der Staatlichen Universität in Grosny ab und wurde 2011 zum stellvertretenden Innenminister Tschetscheniens ernannt, was er bis 2021 bleiben sollte. Seit 2022 kommandiert Alaudinow die Spezialeinheit Achmat, welche Teil der Kadyrowzy ist und mit der er am Angriffskrieg gegen die Ukraine teilnimmt. Für seine Rolle bei den Rekrutierungen wurde er zum Helden Russlands ernannt. Im August 2024 wurde seine Einheit in Kämpfe verwickelt, die im Zusammenhang mit der Kursk-Offensive stattfanden.
Alaudinow wurde aufgrund zahlreicher Menschenrechtsverletzungen auf die Sanktionsliste des amerikanischen Kongresses gesetzt.